# My Funny Valentine (Album)
My Funny Valentine ist ein Jazzalbum von Miles Davis, aufgenommen bei einem Konzert im New Yorker Lincoln Center am 12. Februar 1964 und im gleichen Jahr von Columbia Records veröffentlicht.

## Vorgeschichte des Albums
Nach einer Übergangsphase mit einer kalifornischen Band (Seven Steps to Heaven) stellte Davis in New York mit Ron Carter und George Coleman ein neues Quintett auf, dem der Pianist Herbie Hancock und der erst 17 Jahre alte Schlagzeuger Tony Williams angehörten.
Im Sommer 1963 ging die neue Formation auf Europatournee und gastierte auf dem Jazzfestival in Antibes (Miles Davis in Europe). Am 12. Februar spielte die Band in der "Philharmonic Hall" (heute Avery Fisher Hall) bei einer Benefiz-Veranstaltung der NAACP, des "Congress of Racial Equality" und des "Student Nonviolent Coordinating Committee" für die Wähler-Registrierung in Mississippi und Louisiana.
Miles Davis verstand seine Beteiligung an dem Konzert auch als seine Form der Erinnerung an den im November des Vorjahres ermordeten John F. Kennedy. Diese Tat hatte die Hoffnungen vieler Mitglieder der Bürgerrechtsbewegung zunichtegemacht. Davis hatte immer wieder seine Bewunderung für die Kennedys zum Ausdruck gebracht.

## Das Album
Die Konzertaufnahmen des Abends erschienen bei Columbia Records auf zwei einzelnen Alben. Die "Up-tempo"-Stücke erschienen unter dem Titel Four & More, während das Album My Funny Valentine die langsameren und in einem mittleren Tempo gespielten Titel enthält.
Davis-Biograph Peter Wießmüller schrieb, dass die Four-&-More-Titel zu schnell gespielt worden seien, was auf Dauer eintönig wirkt, während das Titelstück Funny Valentine von einer großen Tiefe und Brillanz sei, die bislang von Miles nicht erreicht worden sei
Ian Carr hält das Album für eines der wirklichen größten Aufnahmen eines Livekonzertes. Das Album enthielt „alle jene wunderschönen und in verhaltenen Tempi vorgetragenen Balladen von Miles Davis“, die auf Four & More fehlten. Besonders fällt dies bei den Veränderungen auf, die die 15 Minuten lange Version von "My Funny Valentine" gegenüber der Einspielung vom September 1959 mit Bill Evans erfährt: diese Version „ist von einer kraftvollen Bewegung bestimmt, weg von der Romantik (der Evans-Version) zu mehr Abstraktion. Der Gewinn einer differenzierten emotionalen Expressivität ist unüberhörbar. Trotz der gelegentlich nur versteckten Referenzen an die Originalmelodie und der sehr freien harmonischen Annäherung (Davis: „Wir benutzen den ganzen Titel wie eine Tonskala“) wird die Struktur durchgehalten. Im Gegensatz zu früheren Aufnahmen spielt Miles mit offenem Horn in höchsten Registern, ohne seine persönliche Note, den lyrischen Sound zu verlieren.“
Die Schnelligkeit einiger Stücke dieses Abends war auch teilweise den Spannungen geschuldet, die sich in Fragen des kostenlosen Spielens stellten. Einige Bandmitglieder wollten lieber ihre Gage haben und dann selbst entscheiden, wie viel sie spendeten; aber Miles Davis blieb in der Sache stur.
Herbie Hancock beschrieb später den psychischen Druck, der auf den jungen Bandmitgliedern lastete, weil sie zum ersten Mal in der neuen Carnegie Hall spielten.
Tenorsaxophonist George Coleman verließ bald darauf die Band.
Nach einer Interimslösung mit Sam Rivers, der Davis auf einer Japantournee begleitete, aber nicht ins Bandkonzept passte, erreichte Miles Davis, dass sein Favorit Wayne Shorter hinzustoßen konnte. Damit entstand im September 1964 das klassische "zweite Miles-Davis-Quintett", das bis 1968 wirken sollte.

## Diskographische Anmerkungen
Die Live-Aufnahmen aus der "Philharmonic Hall" erschien 1964 zuerst unter dem Titel Miles Davis: Four & More - Recordes Live in Concert (Columbia CS 9106) und My Funny Valentine - Miles Davis in Concert (Columbia CS 9253). Bei der CD-Veröffentlichung (CBS. 471246-2) wurden die beiden Alben unter dem Titel The Complete Concert 1964: My Funny Valentine + Four & More zusammengefasst. Die Aufnahmen erschien auch zusammen mit weiteren (Live)-Aufnahmen der Miles-Davis-Formationen von 1963/64 auf der "Columbia"-Kompilation Seven Steps - The Complete Columbia Recordings of Miles Davis 1963-1964 (C7K 90840).

## Die Titel
1. „Introduction by Mort Fega“ – 1:40
2. „My Funny Valentine“ (Richard Rodgers, Lorenz Hart) – 14:55
3. „All of You“ (Cole Porter) – 14:40
4. „Go-Go“ (Theme & Re-Introduction) – 1:43
5. „Stella by Starlight“ (Ned Washington, Victor Young) – 13:03
6. „All Blues“ (Miles Davis) – 8:51
7. „I Thought About You“ (Johnny Mercer, Jimmy Van Heusen) – 11:14

Das Album „Four & More“ enthält die Titel
1. So What
2. Walkin'
3. Joshua
4. Go-Go (Theme & Anouncement)
5. Four
6. Seven Steps to Heaven
7. There Is No Greater Love
8. Go-Go (Theme and Anouncement)